# کول‌تپه ائل باغی ۱
کول تپه ائل باغی ۱ مربوط به هزاره اول قبل از میلاد است و در شهرستان سرآب، بخش مهربان، دهستان اردلان، روستای ائل باغی واقع شده و این اثر در تاریخ ۱۵ دی ۱۳۸۷ با شمارهٔ ثبت ۲۳۹۷۱ به‌عنوان یکی از آثار ملی ایران به ثبت رسیده است.